# Derya Büyükuncu
Derya Büyükunçu, né le 2 juillet 1976 à Gaziantep, est un nageur turc.

## Palmarès

### Championnats du monde en petit bassin
- Championnats du monde en petit bassin 2000 à Athènes
  -  Médaille de bronze du 100 mètres dos

### Championnats d'Europe
- Championnats d'Europe 2000 à Helsinki
  -  Médaille de bronze du 200 mètres dos

### Championnats d'Europe en petit bassin
- Championnats d'Europe en petit bassin 1999 à Lisbonne
  -  Médaille d'argent du 100 mètres dos

### Jeux méditerranéens
- Jeux méditerranéens de 1997 à Bari
  -  Médaille de bronze du 100 mètres dos
- Jeux méditerranéens de 1993 en Languedoc-Roussillon
  -  Médaille d'or du 200 mètres dos
- Jeux méditerranéens de 1991 à Athènes
  -  Médaille d'argent du 100 mètres dos